# 로코모티프 야로슬라블

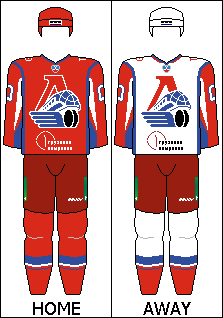

로코모티프 야로슬라블(러시아어: Локомотив Ярославль)은 1959년 창단한 러시아 야로슬라블의 프로 아이스하키 팀이다. 러시아 철도청에서 운영하고 있으며 현재 콘티넨탈 하키 리그에 참가하고 있다.

## 2011년 비행기 추락 사고
2011년 9월 7일 러시아 콘티넨탈 하키 리그의 로코모티프 야로슬라블 선수단을 태운 Yak-42기가 야로슬라블주 투노슈나 공항을 출발하여 벨라루스 민스크-1 공항으로 가는 도중 2km 떨어진 곳에서 추락하였다. 이 사고로 로코모티프 야로슬라블 선수단과 관계자 승무원을 포함하여 43명이 사망하였다.